# Maggie Pepper
Maggie Pepper er en amerikansk stumfilm fra 1919 af Chester Withey.

## Medvirkende
- Ethel Clayton som Maggie Pepper
- Elliott Dexter som Joe Holbrook
- Winifred Greenwood som Ada Darkin
- Tully Marshall som Sam Darkin
- Edna Mae Wilson som Claire Darkin